# Stalag 324 w Łosośnie
Stalag 324 – niemiecki obóz jeniecki okresu II wojny światowej.

## Historia
Wiosną 1941, w IV Okręgu Wojskowym, powołano komendę obozu i wartowniczy 4 batalion strzelców krajowych. 2 sierpnia 1941 podporządkowano komendę obozu I Okręgowi Wojskowemu. Obóz zorganizowano w Łosośnie na Grodzieńszczyźnie. Początkowo spełniał on rolę obozu frontowego.
W listopadzie 1941 obóz przyjął nazwę Stalag 324.
1 lutego 1942 w Łosośnie znajdowało się 9962 jeńców sowieckich. Wysoka śmiertelność powodowała, że dwa miesiące później w stalagu pozostało już tylko 7160 jeńców, a do czerwca tego roku liczba ich zmniejszyła się jeszcze o 4594 osoby. We wrześniu 1942 było już tylko 1314 jeńców. 1 października 1942 obóz został rozwiązany. W jego miejsce powstały 184. i 185. jenieckie bataliony robocze. Szacuje się, że zginęło w nim około 10 000 jeńców.